# Kroza
Kroza (ros. Kroz) – wieś w Osetii Południowej, w regionie Cchinwali. W 2015 roku liczyła 12 mieszkańców.